# Serrasalmus compressus
Serrasalmus compressus ist eine Sägesalmlerart aus dem tropischen Südamerika. Der Artzusatz compressus bezieht sich auf den seitlich abgeflachten Körper.

## Beschreibung
Die Fische werden ca. 19 bis 25 Zentimeter lang. Der Körper ist hochrückig und seitlich abgeflacht, der Kopf schmal mit langer, spitzer Schnauze. Wie bei Serrasalmus geryi und Serrasalmus altuvei ist das Ectopterygoid bezahnt. Auf den Körperseiten befinden sich runde, schwarze Flecken. Die Augen sind rötlich orange. Serrasalmus compressus wird leicht mit Serrasalmus geryi oder Serrasalmus altuvei verwechselt.
Nach der Erstbeschreibung ist der Körper des lebenden Fisches grau metallisch gefärbt. Der vordere Teil der Afterflosse (Anale) ist blass rot, der untere Teil des Kopfes ungefärbt. Auf den Flanken befinden sich runde, manchmal etwas ovale schwarze Flecken, die zur Körperoberseite hin zahlreicher sind. Die Flanken großer Exemplaren sind hell mit auffälligen schwarzen Flecken, bei Exemplaren vom Rio Guaporé (Río Iténez) sind die Flecken an den Flanken etwas größer und weniger zahlreich. Manche Individuen haben einen undeutlichen Schulterfleck. Am äußeren Rand der Afterflosse und der Rückenflosse (Dorsale) befinden sich schwarze Streifen, am terminalen Ende der Schwanzflosse (Caudale) ein sehr kontrastreiches, schwarzes Band. Die übrigen Flossen sind durchsichtig (hyalin).
Nach der Erstbeschreibung wird die Afterflosse von 30 bis 34 (31), die Rückenflosse von 14 bis 17 (15) und die Brustflossen (Pectorale) von 13 bis 15 (13) geteilten Weichstrahlen gestützt. Die Anzahl Schuppen entlang der Seitenlinie beträgt 75 bis 86 (76), um den Schwanzstiel liegen 32 bis 37 (33) Schuppen. Die Gesamtanzahl Abdominalzähne (Serrae) beträgt 28 bis 36 (30).

## Verbreitung
Serrasalmus compressus lebt in Brasilien, Bolivien und Peru im mittleren Amazonas und im Einzugsgebiet des Rio Madeira. Er gilt als selten und ist nur mit nur mit großer Mühe zu sammeln.

## Lebensweise
Über die Lebensweise von S. compressus ist sehr wenig bekannt. Wissenschaftliche Untersuchungen beschränken sich zumeist auf die genetischen Unterschiede von S. compressus zu anderen Piranha-Arten.